# Ryszard Czerwiec
Ryszard Czerwiec (* 28. Februar 1968 in Nowy Targ, Polen) ist ein ehemaliger polnischer Fußballspieler.

## Vereinskarriere
Der Mittelfeldspieler begann seine Profi-Karriere 1989 bei Zagłębie Sosnowiec, wo er bis 1992 spielte. 1992 wechselte er zum Ligakonkurrenten Widzew Łódź, mit denen er zweimal Polnischer Meister und einmal Polnischer Pokalsieger wurde und in der Champions League spielte. 1996 wagte er den Schritt ins Ausland und wechselte nach Frankreich zu EA Guingamp. Hier spielte er zwei Saisons lang und brachte es auf insgesamt 21 Einsätze in der Ligue 1. Nach seiner Rückkehr nach Polen spielte er noch für Wisła Kraków (zweimal Polnischer Meister, einmal Pokalsieger und einmal Ligapokalsieger), Szczakowianka Jaworzno und GKS Katowice in der 1. Liga. Insgesamt brachte es Ryszard Czerwiec auf 378 Spiele und 68 Tore in der Ekstraklasa. Ab 2006 ließ er seine aktive Karriere bei mehreren unterklassigen Vereinen ausklingen und beendete 2009 seine Karriere endgültig.

## Nationalmannschaft
Czerwiec absolvierte insgesamt 28 Länderspiele (0 Tore) für Polen.

## Wissenswertes
Momentan ist Ryszard Czerwiec Chef-Talentscout von Wisła Kraków und spielt in deren Old-Boy-Mannschaft.

## Erfolge
- Polnischer Meister (1996, 1997, 1991 und 2001)
- Polnischer Pokalsieger (2002)
- Polnischer Ligapokal (2001)
- Polnischer Supercup (1997)

| Personendaten    | Personendaten             |
| ---------------- | ------------------------- |
| NAME             | Czerwiec, Ryszard         |
| KURZBESCHREIBUNG | polnischer Fußballspieler |
| GEBURTSDATUM     | 28. Februar 1968          |
| GEBURTSORT       | Nowy Targ                 |